# Françoise-Marguerite de Joncoux
Françoise-Marguerite de Joncoux, parfois appelée Françoise-Marguerite de Joncourt, née le 28 octobre 1668 et morte le 27 septembre 1715, est une femme de lettres française, traductrice et éditrice. 

## Biographie
Elle est la fille de Jean de Joncoux, intendant de la duchesse de Chevreuse puis commis de Jean-Baptiste Colbert, marquis de Seignelay, et de Geneviève Dodun.
Elle a traduit en français la préface et les notes ajoutées en latin par Pierre Nicole (sous le pseudonyme de Wendrock) à sa traduction des Provinciales de Blaise Pascal, pour une réédition de 1699. Impliquée dans la publication de l’Histoire abrégée du jansénisme et remarques sur l'ordonnance de M. l’archevêque de Paris en 1697, et de l’Histoire du Cas de conscience… signé par quarante docteurs de Sorbonne, contenant les brefs du Pape, les ordonnances épiscopales, censures, lettres et autres pièces pour et contre ce cas, avec des réflexions sur plusieurs des ordonnances, avec Jean Louail, elle a soutenu les jansénistes exilés aux Pays-Bas, entretenant une correspondance avec Pasquier Quesnel, Jacques Joseph Duguet, Jacques Fouillou et Nicolas Petitpied.
Ayant récupéré une grande partie des manuscrits de l’abbaye de Port-Royal lors de l'expulsion des religieuses qui a précédé sa destruction, Françoise-Marguerite de Joncoux a permis qu’ils soient transmis à la Bibliothèque nationale de France.